# Presidenti del Consiglio regionale di La Riunione
Il presidente del Consiglio regionale di La Riunione (in francese Présidents du conseil régional de La Réunion) è il capo del governo della regione francese di La Riunione e il capo del suo Consiglio regionale.
Viene eletto per un periodo di 6 anni.

## Elenco
| Mandato                                          | Presidente                                       | Presidente                                       | Partito                                          | Partito                                                             |
| Presidenti delle istituzioni pubbliche regionali | Presidenti delle istituzioni pubbliche regionali | Presidenti delle istituzioni pubbliche regionali | Presidenti delle istituzioni pubbliche regionali | Presidenti delle istituzioni pubbliche regionali                    |
| ------------------------------------------------ | ------------------------------------------------ | ------------------------------------------------ | ------------------------------------------------ | ------------------------------------------------------------------- |
| 1973 – 1978                                      |                                                  | Marcel Cerneau                                   |                                                  | Unione per la Democrazia Francese                                   |
| 1978 – 1983                                      |                                                  | Yves Barau                                       |                                                  | Raggruppamento per la Repubblica                                    |
| Presidenti del Consiglio regionale               |                                                  |                                                  |                                                  |                                                                     |
| 1983 – 1986                                      |                                                  | Mario Hoarau                                     |                                                  | Partito Comunista Riunionese                                        |
| 1986 – 1992                                      |                                                  | Pierre Lagourgue                                 |                                                  | Raggruppamento per la Repubblica- Unione per la Democrazia Francese |
| 1992 – 1993                                      |                                                  | Camille Sudre                                    |                                                  | Free Dom                                                            |
| 1993 – 1998                                      |                                                  | Margie Sudre                                     |                                                  | Divers droite                                                       |
| 1998 – 2010                                      |                                                  | Paul Vergès                                      |                                                  | Partito Comunista Riunionese                                        |
| 2010 – 2021                                      |                                                  | Didier Robert                                    |                                                  | Unione per un Movimento Popolare-I Repubblicani (2010–2018)         |
| 2010 – 2021                                      | Obbiettivo Riunione                              | Didier Robert                                    |                                                  |                                                                     |
| 2021 – in carica                                 |                                                  | Huguette Bello                                   |                                                  | Per La Riunione                                                     |